# Cochlearia aestuaria
Cochlearia aestuaria là một loài thực vật có hoa trong họ Cải. Loài này được (Lloyd) Heywood mô tả khoa học đầu tiên năm 1965.